# Вампиры Беверли-Хиллз
«Вампиры Беверли-Хиллз» (англ. Beverly Hills Vamp) — художественный фильм режиссёра Фреда Олен Рэя, вышедший в 1988 году.

## Сюжет
Три приятеля Брок, Рассел и Кайл хотят снимать кино. Они пишут сценарий для дяди Брока, Аарона, «известного» голливудского режиссёра. И пока дядя изучает их творчество, отправляются поразвлечься в службу «девочек по вызову» в Беверли-Хиллз. Здесь они знакомятся с мадам Кассандрой и её девочками: Джессикой, Клаудией и Кристиной. Кайл, желая сохранить верность своей подруге Молли, покидает притон, а его друзья остаются.
Когда Брок и Рассел не возвращаются, Кайл снова навещает заведение. Там о них ничего не знают. Он идёт в полицию — и получает совет подождать, пока его приятели сами не объявятся. Тут-то Брок как раз и объявился — но какой-то очень уж бледный, холодный и со следами укусов на шее. Дело в том, что в заведении мадам Кассандры и хозяйка, и все девочки — самые настоящие вампиры. Для борьбы с ними Кайл обращается за советом к отцу Ферраро, после чего начинает методичное истребление нежити.

## В ролях
| Актёр           | Роль            |
| --------------- | --------------- |
| Бритт Экланд    | мадам Кассандра |
| Эдди Дизен      | Кайл Карпентер  |
| Тим Конуэй мл.  | Брок            |
| Том Шелл        | Расселл         |
| Мишель Бауэр    | Кристина        |
| Джиллиан Кеснер | Клаудия         |
| Дебра Ламб      | Джессика        |
| Джей Ричардсон  | Аарон Пендлтон  |